# Alba Volán Székesfehérvár
Alba Volán Székesfehérvár (současným marketingovým názvem: Hydro Fehérvár AV19) je maďarský klub ledního hokeje, který sídlí v Székesfehérváru v župě Fejér. Založen byl v roce 1960 v Budapešti, přesun do současného sídelního města přišel v roce 1977. Alba Volán je celkově třinácti násobným mistrem Maďarska, poslední titul je z roku 2012. A-tým se účastní rakouské mezinárodní soutěže EBEL. B-tým pak působí v domácí soutěži Erste Liga. Klubové barvy jsou modrá a bílá.
Své domácí zápasy odehrává v hale Ifjabb Ocskay Gábor Jégcsarnok s kapacitou více než 3 500 diváků.

## Historické názvy
- 1960 – Budapesti Volán SC (Budapesti Volán Sportclub)
- 1977 – Székesfehérvári Volán SC (Székesfehérvári Volán Sportclub)
- 1984 – Alba Volán Székesfehérvár
- 1998 – Alba Volán-Riceland
- 2000 – Alba Volán-FeVita
- 2005 – Alba Volán Székesfehérvár
- 2009 – Sapa Fehérvár AV19
- 2014 – Fehérvár AV19
- 2019 – Hydro Fehérvár AV19

## Získané trofeje

### Vyhrané domácí soutěže
- Maďarský mistr v ledním hokeji ( 13× )
  - 1980/81, 1998/99, 2000/01, 2002/03, 2003/04, 2004/05, 2005/06, 2006/07, 2007/08, 2008/09, 2009/10, 2010/11, 2011/12

### Vyhrané mezinárodní soutěže
- Interliga ( 2× )
  - 2002/03, 2006/07

## Přehled ligové účasti

### A-tým
Zdroj:
- 1970–2012: OB I. Bajnokság (1. ligová úroveň v Maďarsku)
- 1999–2007: Interliga (mezinárodní soutěž)
- 2007– : EBEL (1. ligová úroveň v Rakousku / mezinárodní soutěž)

| Rakousko (2007 – ) |                   |                  |                                                                                               |                                                                                               |                                                                                               |
| Sezóny             | Soutěž            | ZČ               | Play-off, nadstavba, sk. o udržení...                                                         | Poznámky                                                                                      |                                                                                               |
| 2007/08            | EBEL              | 10. místo        | Ne                                                                                            |                                                                                               |                                                                                               |
| 2008/09            | EBEL              | 9. místo         | Ne                                                                                            |                                                                                               |                                                                                               |
| 2009/10            | EBEL              | 6. místo         | Čtvrtfinále Prohra s Vienna Capitals 1 : 4                                                    |                                                                                               |                                                                                               |
| 2010/11            | EBEL              | 9. místo         | Ne                                                                                            |                                                                                               |                                                                                               |
| 2011/12            | EBEL              | 6. místo         | Čtvrtfinále Prohra s HDD Olimpija Ljubljana 2 : 4                                             |                                                                                               |                                                                                               |
| 2012/13            | EBEL              | 9. místo         | Ne                                                                                            |                                                                                               |                                                                                               |
| 2013/14            | EBEL              | 10. místo        | Čtvrtfinále Prohra s HC Bolzano 0 : 4                                                         |                                                                                               |                                                                                               |
| 2014/15            | EBEL              | 6. místo         | Čtvrtfinále Prohra s Vienna Capitals 2 : 4                                                    |                                                                                               |                                                                                               |
| 2015/16            | EBEL              | 9. místo         | Ne                                                                                            |                                                                                               |                                                                                               |
| 2016/17            | EBEL              | 11. místo        | Ne                                                                                            |                                                                                               |                                                                                               |
| 2017/18            | EBEL              | 10. místo        | Ne                                                                                            |                                                                                               |                                                                                               |
| 2018/19            | EBEL              | 6. místo         | Čtvrtfinále Prohra s EC Red Bull Salzburg 2 : 4                                               |                                                                                               |                                                                                               |
| 2019/20            | ICE Hockey League | 9. místo         | Ročník zrušen po odehrání základní části a nadstavby z důvodu epidemie koronaviru SARS-CoV-2. | Ročník zrušen po odehrání základní části a nadstavby z důvodu epidemie koronaviru SARS-CoV-2. | Ročník zrušen po odehrání základní části a nadstavby z důvodu epidemie koronaviru SARS-CoV-2. |
| 2020/21            | ICE Hockey League | Bronzová medaile | Čtvrtfinále Prohra s Vienna Capitals 0 : 4                                                    |                                                                                               |                                                                                               |
| 2021/22            | ICE Hockey League | Bronzová medaile | Finále Prohra s EC Red Bull Salzburg 0 : 4                                                    |                                                                                               |                                                                                               |
| 2022/23            | ICE Hockey League |                  |                                                                                               |                                                                                               |                                                                                               |

### B-tým
Zdroj:
- 2007–2009: OB I. Bajnokság (1. ligová úroveň v Maďarsku)
- 2008–2009: MOL Liga (mezinárodní soutěž)
- 2010–2012: MOL Liga (mezinárodní soutěž)
- 2015–2017: MOL Liga (1. ligová úroveň v Maďarsku / mezinárodní soutěž)
- 2017– : Erste Liga (1. ligová úroveň v Maďarsku / mezinárodní soutěž)

## Účast v mezinárodních pohárech
Zdroj:
Legenda: SP - Spenglerův pohár, EHP - Evropský hokejový pohár, EHL - Evropská hokejová liga, SSix - Super six, IIHFSup - IIHF Superpohár, VC - Victoria Cup, HLMI - Hokejová liga mistrů IIHF, ET - European Trophy, HLM - Hokejová liga mistrů, KP - Kontinentální pohár
- EHP 1981/1982 – 1. kolo
- KP 1997/1998 – 1. kolo, sk. F (3. místo)
- KP 1998/1999 – Předkolo, sk. D (2. místo)
- KP 1999/2000 – 1. kolo, sk. K (2. místo)
- KP 2000/2001 – 1. kolo, sk. J (4. místo)
- KP 2001/2002 – 1. kolo, sk. H (3. místo)
- KP 2002/2003 – 1. kolo, sk. I (2. místo)
- KP 2003/2004 – 1. kolo, sk. H (2. místo)
- KP 2004/2005 – Finálová skupina (3. místo)
- KP 2005/2006 – Finálová skupina (4. místo)
- KP 2006/2007 – Finálová skupina (4. místo)
- HLM 2022/23